# Eleições municipais em Belém em 1985
As eleições municipais em Belém em 1985 ocorreram em 15 de novembro, como parte das eleições em 201 municípios nos 23 estados brasileiros e nos territórios federais do Amapá e Roraima. Foi a primeira eleição da Nova República e a primeira onde os belenenses escolheram seu alcaide pelo voto direto desde Stélio Maroja em 1965. No presente caso foram eleitos o prefeito Coutinho Jorge e o vice-prefeito Fernando Velasco.
Nascido em Belém, o economista Coutinho Jorge formou-se pela Universidade Federal do Pará em 1967. Pós-graduado em Planejamento do Desenvolvimento Econômico pelo Instituto Latino Americano e do Caribe de Planejamento Econômico e Social (ILPES) em Santiago. Professor da Universidade Federal do Pará, integrou o conselho deliberativo da Superintendência do Desenvolvimento da Amazônia, foi secretário-geral do Instituto de Desenvolvimento Econômico-Social do Pará (IDESP) e secretário de Planejamento no governo Aloysio Chaves, mantendo este cargo no segundo governo Alacid Nunes. Eleito deputado federal pelo PMDB em 1982, foi secretário de Educação no primeiro governo Jader Barbalho até ser eleito prefeito de Belém em 1985.
Natural de Belém, o advogado Fernando Velasco formou-se pela Universidade Federal do Pará em 1967. Eleito vereador na capital paraense em pelo MDB em 1968 e 1972, assumindo, ao fim do mandato, cargos de chefia no Banco da Amazônia. Presidente do Instituto de Terras do Pará no primeiro governo Jader Barbalho, foi eleito vice-prefeito de Belém pelo PMDB em 1985. Depois elegeu-se deputado federal em 1986, assinou a Constituição de 1988 e perdeu a eleição para prefeito de Belém naquele ano para Sahid Xerfan.

## Resultado da eleição para prefeito
Foram apurados 323.781 votos nominais, assim distribuídos:
| Candidatos a prefeito de Belém | Candidatos a vice-prefeito   | Número | Coligação            | Votação | Percentual |
| ------------------------------ | ---------------------------- | ------ | -------------------- | ------- | ---------- |
| Coutinho Jorge PMDB            | Fernando Velasco PMDB        | 15     | PMDB (sem coligação) | 157.512 | 48,65%     |
| Dionísio Hage PFL              | Costa Filho PFL              | 25     | PFL (sem coligação)  | 48.862  | 15,09%     |
| Júlio Viveiros PDS             | José Correlhas PDS           | 11     | PDS (sem coligação)  | 36.433  | 11,25%     |
| Humberto Cunha PT              | Everaldo Lopes PT            | 13     | PT (sem coligação)   | 31.101  | 9,61%      |
| Agostinho Linhares PMB         | Bernardino Costa e Silva PMB | 26     | PMB (sem coligação)  | 23.992  | 7,41%      |
| Lúcia Penedo PTB               | Carlos Albuquerque PTB       | 14     | PTB (sem coligação)  | 15.731  | 4,86%      |
| Armando Soares PDT             | Cláudio Noronha PDT          | 12     | PDT (sem coligação)  | 10.150  | 3,13%      |
| Fontes:                        |                              |        |                      |         |            |